# Lysane Blanchette-Lamothe
Pour les articles homonymes, voir Blanchette et Lamothe.
Lysane Blanchette-Lamothe (née à Montréal le 7 avril 1984) est une femme politique et une animatrice sociale de quartier. Elle a représenté la circonscription de Pierrefonds—Dollard à la Chambre des communes du Canada sous l'étiquette du Nouveau Parti démocratique de 2011 à 2015.

## Biographie
Elle est diplômée en enseignement et poursuit sa maitrise en éducation.
Elle a défait le député sortant Bernard Patry du Parti libéral du Canada lors de l'élection fédérale canadienne de 2011. Aux élections du 19 octobre 2015 elle a été défaite par le libéral Frank Baylis, terminant en troisième place.

## Résultats électoraux
|       | Candidat                  | Parti          | # de voix | % des voix |
|       | Agop Evereklian           | Conservateur   | +12 901,  | 26,86 %    |
|       | Nicolas Jolicoeur         | Bloc québécois | +02 392,  | 4,98 %     |
|       | (sortant) Bernard Patry   | Libéral        | +14 632,  | 30,47 %    |
|       | Lysane Blanchette-Lamothe | NPD            | +16 390,  | 34,13 %    |
|       | Jonathan Lumer            | Vert           | +01 710,  | 3,56 %     |
| Total | Total                     | Total          | 48 025    | 100 %      |

|       | Candidat                             | Parti          | # de voix | % des voix |
|       | Valérie Assouline                    | Conservateur   | +11 694,  | 19,99 %    |
|       | Natalie Laplante                     | Bloc québécois | +02 043,  | 3,49 %     |
|       | Frank Baylis                         | Libéral        | +34 319,  | 58,66 %    |
|       | (sortante) Lysane Blanchette-Lamothe | NPD            | +09 584,  | 16,38 %    |
|       | Abraham Weizfeld                     | Vert           | +00865,   | 1,48 %     |
| Total | Total                                | Total          | 58 505    | 100 %      |